# Ферачниг, Николас
Ни́колас Ко́нард Фера́чниг (нем. Nikolas Konrad Veratschnig; родился 24 января 2001 года, Филлах, Австрия) — австрийский футболист, полузащитник клуба «Майнц 05».

## Клубная карьера
Николас Ферачниг — воспитанник «Вольфсберга». За резервную команду дебютировал в матче против «Санкт-Анна/Айген». Свой первый гол забил в ворота футбольного клуба «Рид II». За «Вольфсберг» дебютировал 27 февраля 2022 года в матче против «Аустрии (Вена)». В матче против «Униона (Фёкламаркт)» оформил дубль. Первый гол за «Вольфсберг» забил в ворота «Райндорф Альтах».

## Карьера в сборной
За сборную Австрии до 18 лет сыграл 1 матч. За сборную до 19 лет на чемпионате Европы в Словакии сыграл 4 матча. Первый матч за сборную Австрии до 21 года провёл 23 сентября 2022 года против Черногории.